# Lepenac
El Lepenac (albanés: Lepenci ; macedonio: Лепенец ; serbio: Лепенац, Lepenac) es un río del sur de Kosovo y del norte de Macedonia del Norte, un afluente por la izquierda de 75 km de largo del río Vardar.

## Sirinić
El Lepenac brota en la montaña de Kodza Balkan al este de la ciudad de Prizren, Kosovo, a una altitud de 1.820 m. Fluye hacia el este, en la župa de Sirinić, entre el monte Žar desde el norte y junto a las laderas septentrionales de los montes Šar desde el sur. De los montes Šar recibe muchos pequeños afluentes, entre los que destaca el Suva seka, ya que pasa junto a los pueblos de Sevce y Jazhincë, la estación de esquí de Brezovica y un pequeño pueblo y centro regional de Štrpce
El Lepenac continúa entre los Montes Šar del sur y el monte Nerodimka del norte, junto a las localidades de Biti e Poshtëme, Gotovushë, Brod y Doganaj, donde el río hace un giro pronunciado hacia el sur entrando en el campo de Kosovo.

## Veliko Kosovo y el desfiladero de Kaçanik
Durante varios kilómetros el Lepenac fluye paralelo al río Nerodimka, discurre junto a los pueblos de Kovaçefc y Bob, y recibe su principal afluente el Nerodimka por la izquierda en el pueblo de Kaçanik, al comienzo del desfiladero de Kaçanik.
El desfiladero, como la parte más estrecha del valle del río Lepenac, está situado entre las montañas Sharr al oeste y Skopska Crna Gora al este y conecta el campo de Kosovo y las depresiones de Skopje. El desfiladero tiene 23 km de largo, tallado en el terreno de piedra caliza y pizarra. Las partes más altas del desfiladero están formadas en realidad por el antiguo desagüe del ahora extinto lago. El pueblo de Pustenik y la pequeña ciudad de Hani I Elezit están situados en el desfiladero. Después de Hani i Elezit, el Lepenac se convierte en un río fronterizo entre Kosovo y Macedonia, antes de salir del desfiladero después del pueblo de Seçishtë y deja Kosovo después de un recorrido de 60 km.

## Depresión de Skopje
Durante los 15 km restantes, el Lepenac fluye a través de la depresió de Skopje, parte del valle del río Vardar. Inmediatamente después de entrar en la zona del Gran Skopje, recibe varios pequeños arroyos por la izquierda, de la montaña Skopska Crna Gora. Pasa junto a las ruinas de la antigua ciudad de Scupi, pero no tiene asentamientos importantes en su curso macedonio, antes de llegar a los suburbios septentrionales de Skopje, Bardovci y Novo Selo, y desemboca en el Vardar en el municipio septentrional de Skopje, Gjorče Petrov, a una altitud de 262 m.

## Características
El Lepenac pertenece a la cuenca de drenaje del Mar Egeo, con una superficie de drenaje propia de 770 km² (695 km² en Kosovo y 75 km² en Macedonia). No es navegable.
La carretera y el ferrocarril Kraljevo-Priština-Skopje discurren por el desfiladero de Kačanik.
El río tiene potencial para la producción hidroeléctrica, pero aunque forma parte del antiguo proyecto del hidrosistema Ibar-Lepenac, no se utiliza mucho, ni para la producción de energía ni para el riego.
El Lepenac formaba parte de una bifurcación artificial, ya que el Nerodimka conectaba los ríos Lepenac y Sitnica a través de un canal, conectando así las cuencas de drenaje de los mares Egeo y Negro, pero el canal fue cubierto después de la Segunda Guerra Mundial.